# Андерссон, Эбба
Эбба Кристина Андерссон (швед. Ebba Andersson; род. 10 июля 1997, Дельсбу, Евлеборг) — шведская лыжница, двукратный призёр Олимпийских игр в эстафете, шестикратная чемпионка мира, трёхкратная чемпионка мира среди юниоров.

## Карьера
До 18 лет принимала участие в легкоатлетических соревнованиях, на домашнем чемпионате Европы по лёгкой атлетике среди юниоров 2015 года стала шестой в стипль-чезе.
Первые успехи в лыжах на международном уровне пришли к Эббе Андерссон еще на юниорском этапе карьеры. На Чемпионате мира среди юниоров-2015 в Алматы она выиграла бронзовую медаль в скиатлоне. А спустя пару недель спортсменка дебютировала в Кубке мира, это произошло 15 февраля 2015 года в шведском Остерсунде, в гонке на 15 километров, где заняла 16 место, уступив победительнице и соотечественнице Шарлотте Калле +1:47.5. Эбба продолжила выступления среди молодежи и на чемпионате мира среди юниоров в 2016 году, проводимом в румынском Рышнове, где стала двукратной чемпионкой мира: в гонке на 15 км свободным стилем и эстафете. Спустя год, на аналогичном соревновании в Солджер-Холлоу шведка вновь завоевала награды: золото в 5 км гонке и серебро с скиатлоне. 
После больших успехов в юниорской категории Эбба дебютировала во взрослом Чемпионате мира по лыжным видам спорта 2017 года в Лахти. Где в составе женской эстафетной команды Швеции выиграла серебряную медаль. За "Тре Крунур" бежали также Анна Хог, Шарлотта Калла и Стина Нильссон. В личных соревнованиях на Чемпионате мира Андерссон показала лишь двадцать второй результат в скиатлоне и семнадцатый - в масс-старте коньком. 
В сезоне 2017/2018 молодая шведка смогла стартовать только в пяти стартах до февраля. Однако 5 место в гонке на 15 км на этапе Кубка мира в Планице, где она продемонстрировала неплохую готовность, позволило отобраться на Олимпиаду в Пхёнчхан.
На Олимпийских играх 2018 года в женском скиатлоне Эбба Андерссон заняла четвертое место, а также завоевала серебряную медаль в эстафете 4х5 км.
В 2019 году в Зеефельде Андерссон стала чемпионкой мира в составе эстафетной команды Швеции вместе с Фридой Карлссон, Шарлоттой Каллой и Стиной Нильссон. 
Первую победу в карьере Эбба Андерссон одержала в масс-старте в гору Альпе де Чермис на заключительном этапе Тура де Ски 2021. В 2023 году на чемпионате мира завоевала свою первую личную золотую медаль в скиатлоне.
На чемпионате мира 2025 года в Тронхейме, в скиатлоне на 20 км, Эбба завоевала золотую медаль опередив на финишной ленточке Терезу Йохауг из Норвегии. 

## Результаты

### Олимпийские игры
| Олимпийские игры | Спринт | Командный спринт | 10 км | 7.5+7.5 км | 30 км | Эстафета |
| ---------------- | ------ | ---------------- | ----- | ---------- | ----- | -------- |
| 2018 Пхёнчхан    | —      | —                | 13    | 4          | 13    | 2        |
| 2022 Пекин       | —      | —                | 6     | 10         |       | 3        |

### Чемпионаты мира по лыжным видам спорта
| Чемпионат мира  | Спринт | Командный спринт | 10 км | скиатлон | 30 км | Эстафета |
| --------------- | ------ | ---------------- | ----- | -------- | ----- | -------- |
| 2017 Лахти      | —      | —                | —     | 22       | 17    | 2        |
| 2019 Зефельд    | —      | —                | 16    | —        | 6     | 1        |
| 2021 Оберстдорф | —      | —                | 3     | 3        | 4     | 6        |
| 2023 Планица    | —      | —                | 3     | 1        | 1     | 3        |
| 2025 Тронхейм   | —      | —                | 1     | 1        | —     | —        |

### Кубок Мира

#### Результаты сезонов
| Сезон | Возраст |             |           |        |     | Зачёты туров   | Зачёты туров | Зачёты туров | Зачёты туров     |
| Сезон | Возраст | Общий зачёт | Дистанция | Спринт | U23 | Nordic Opening | Тур де Ски   | Ски Тур 2020 | Финал Кубка Мира |
| ----- | ------- | ----------- | --------- | ------ | --- | -------------- | ------------ | ------------ | ---------------- |
| 2015  | 17      | 100         | 70        | —      | 21  | —              | —            | н/д          | н/д              |
| 2018  | 20      | 26          | 15        | н/д    | 3   | —              | —            | н/д          | 10               |
| 2019  | 21      | 7           | 5         | 45     | 1   | 2              | —            | н/д          | 5                |
| 2020  | 22      | 7           | 3         | 50     | 1   | —              | DNF          | 4            | н/д              |
| 2021  | 23      | 3           | 2         | 64     | н/д | 3              | 3            | н/д          | н/д              |
| 2022  | 24      |             |           |        | н/д | —              | 2            | н/д          |                  |

#### Подиумы
- 1 победа
- 23 подиума

| #. | Сезон   | Дата                       | Место                  | Гонка                     | Место |
| -- | ------- | -------------------------- | ---------------------- | ------------------------- | ----- |
| 1  | 2018/19 | 25 ноября 2018             | Рука, Финляндия        | 10 км К                   | 3     |
| 2  | 2018/19 | 1 декабря 2018             | Лиллехаммер, Норвегия  | 10 км С                   | 2     |
| 3  | 2018/19 | 2 декабря 2018             | Лиллехаммер, Норвегия  | 10 км Преследование К     | 3     |
| 4  | 2018/19 | 30 ноября – 2 декабря 2018 | Nordic Opening         | Мини-тур                  | 2     |
| 5  | 2018/19 | 20 января 2019             | Отепяя, Эстония        | 10 км К                   | 2     |
| 6  | 2018/19 | 26 января 2019             | Ульрисехамн, Швеция    | 10 км С                   | 3     |
| 7  | 2018/19 | 10 марта 2019              | Осло, Норвегия         | 30 км Масс-старт К        | 3     |
| 8  | 2018/19 | 17 марта 2019              | Фалун, Швеция          | 10 км С                   | 2     |
| 9  | 2018/19 | 24 марта 2019              | Квебек, Канада         | 10 км Преследование С     | 3     |
| 10 | 2019/20 | 28 декабря 2019            | Ленцерхайде, Швейцария | 10 км Масс-старт С        | 3     |
| 11 | 2019/20 | 31 декабря 2019            | Тоблах, Италия         | 10 км С                   | 3     |
| 12 | 2019/20 | 3 января 2020              | Валь-ди-Фьемме, Италия | 10 км Масс-старт К        | 2     |
| 13 | 2019/20 | 9 февраля 2020             | Фалун, Швеция          | 10 км Масс-старт С        | 2     |
| 14 | 2019/20 | 29 февраля 2020            | Лахти, Финляндия       | 10 км К                   | 2     |
| 15 | 2019/20 | 7 марта 2020               | Осло, Норвегия         | 30 км Масс-старт К        | 3     |
| 16 | 2020/21 | 28 ноября 2020             | Рука, Финляндия        | 10 км К                   | 3     |
| 17 | 2020/21 | 27– 29 ноября 2020         | Nordic Opening         | Мини-тур                  | 3     |
| 18 | 2020/21 | 5 января 2021              | Тоблах, Италия         | 10 км С                   | 3     |
| 19 | 2020/21 | 6 января 2021              | Тоблах, Италия         | 10 км Преследование К     | 2     |
| 20 | 2020/21 | 8 января 2021              | Валь-ди-Фьемме, Италия | 10 км Масс-старт К        | 3     |
| 21 | 2020/21 | 10 января 2021             | Валь-ди-Фьемме, Италия | 10 км Масс-старт в гору С | 1     |
| 22 | 2020/21 | 1–10 января 2021           | Тур де Ски             | Общий зачёт               | 3     |
| 23 | 2020/21 | 29 января 2021             | Фалун, Sweden          | 10 км С                   | 3     |

К - классический стиль
С - свободный стиль